# 茂林寺前站

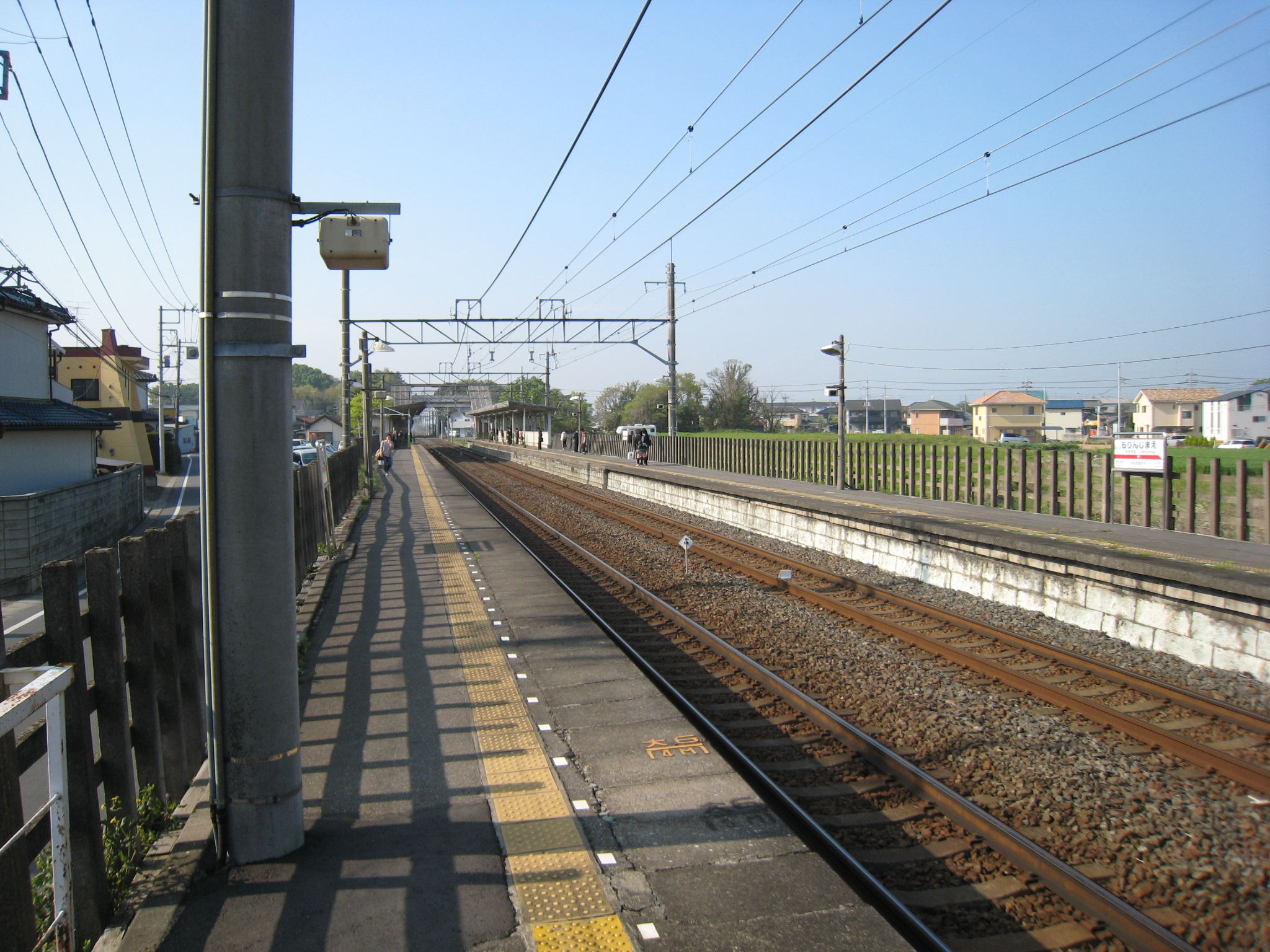
月台（2008年4月）

茂林寺前站（日语：／ Morinjimae eki */?）是一個位於群馬縣館林市堀工町，屬於東武鐵道伊勢崎線的鐵路車站。車站編號是TI 09。

## 歷史
- 1927年（昭和2年）4月1日：開業。
- 2012年（平成24年）3月17日：導入車站編號TI 09。
- 2013年（平成25年）3月26日：導入發車音樂。

## 車站結構
側式月台2面2線的地面車站。站房在淺草方向月台側，有天橋通往太田方向月台。廁所也設在淺草方向月台側。
本站是東武珍寶園的最近車站，特急「兩毛」部分班次會在春季增停本站。

### 月台配置
| 月台 | 路線     | 方向 | 目的地                                                         |
| ---- | -------- | ---- | -------------------------------------------------------------- |
| 1    | 伊勢崎線 | 上行 | 久喜、東武動物公園、 東武晴空塔線 北千住、東京晴空塔、淺草方向 |
| 2    | 伊勢崎線 | 下行 | 館林、足利市、太田方向                                         |

## 使用情況
2017年度一日平均上下車人次為1,698人。
近年一日平均上下車人次的推移如下表。
| 年度               | 1日平均上下車人次 |
| ------------------ | ----------------- |
| 1998年（平成10年） | 1,529             |
| 1999年（平成11年） | 1,562             |
| 2000年（平成12年） | 1,647             |
| 2001年（平成13年） | 1,647             |
| 2002年（平成14年） | 1,657             |
| 2003年（平成15年） | 1,658             |
| 2004年（平成16年） | 1,627             |
| 2005年（平成17年） | 1,584             |
| 2006年（平成18年） | 1,630             |
| 2007年（平成19年） | 1,696             |
| 2008年（平成20年） | 1,725             |
| 2009年（平成21年） | 1,765             |
| 2010年（平成22年） | 1,766             |
| 2011年（平成23年） | 1,734             |
| 2012年（平成24年） | 1,748             |
| 2013年（平成25年） | 1,815             |
| 2014年（平成26年） | 1,761             |
| 2015年（平成27年） | 1,708             |
| 2016年（平成28年） | 1,673             |
| 2017年（平成29年） | 1,698             |

## 車站周邊
- 館林市立美園小學校（日语：館林市立美園小学校）
- 茂林寺站前郵便局
- 茂林寺公園
  - 茂林寺（日语：茂林寺）（距離660公尺，步行8分）。
  - 茂林寺沼（日语：茂林寺沼）濕原。
  - DARK DUCKS館林音樂館
- 東武珍寶園（日语：東武トレジャーガーデン）
- 關東學園（日语：関東学園大学附属高等学校）分福運動場
- 7-Eleven館林茂林寺站前店

## 相鄰車站
東武鐵道
 伊勢崎線
■區間急行、■區間準急（平日只有1班上行列車）、■普通
川俁（TI 08）－茂林寺前（TI 09）－館林（TI 10）

## 外部連結
- 茂林寺前（車站資訊） - 東武鐵道